# Lévis-Saint-Nom
Lévis-Saint-Nom é uma comuna francesa na região administrativa da Île-de-France, no departamento de Yvelines. A comuna possui 1593 habitantes segundo o censo de 1990.